# Liederschiedt
Liederschiedt (deutsch Liederscheid, lothringisch Liderschid) ist eine französische Gemeinde mit 117 Einwohnern (Stand 1. Januar 2022) im Département Moselle in der Region Grand Est (bis 2015 Lothringen). Sie gehört zum Arrondissement Sarreguemines und zum Kanton Bitche. Die Einwohner nennen sich im Französischen Liederschiedois.

## Geografie
Die Gemeinde Liederschiedt liegt an der Grenze zum deutschen Bundesland Rheinland-Pfalz. Die deutsche Nachbargemeinde ist Schweix im Landkreis Südwestpfalz. Das Gemeindegebiet von Liederschiedt ist Teil des Regionalen Naturparks Nordvogesen und des Biosphärenreservates Pfälzerwald-Nordvogesen.

## Geschichte
Erstmals erwähnt wurde das Dorf im Jahr 1313 in einer Urkunde der Abtei Stürzelbronn. Der Ortsname setzt sich aus zwei Teilen zusammen. Zum einen aus dem Personennamen Leudo und zum anderen aus dem altdeutschen Begriff für Wald, Scheide. Wobei dieser Begriff auch auf eine Wasserscheide hindeuten könnte, da der Ort auf einem Bergrücken gelegen ist. Der Name Leudo veränderte sich über Liuthar nach Lieder, hat damit also keinen Bezug zum Gesang.
Das Gemeindewappen zeigt mit dem Schaf und der Lilie die Attribute des Heiligen Wendelin, dem Schutzpatron der Pfarrei. Der goldene Rahmen symbolisiert die frühere Zugehörigkeit zur Grafschaft Bitsch.

### Bevölkerungsentwicklung
| Jahr      | 1962 | 1968 | 1975 | 1982 | 1990 | 1999 | 2006 | 2019 |
| Einwohner | 160  | 165  | 143  | 138  | 130  | 132  | 128  | 120  |

## Sehenswürdigkeiten

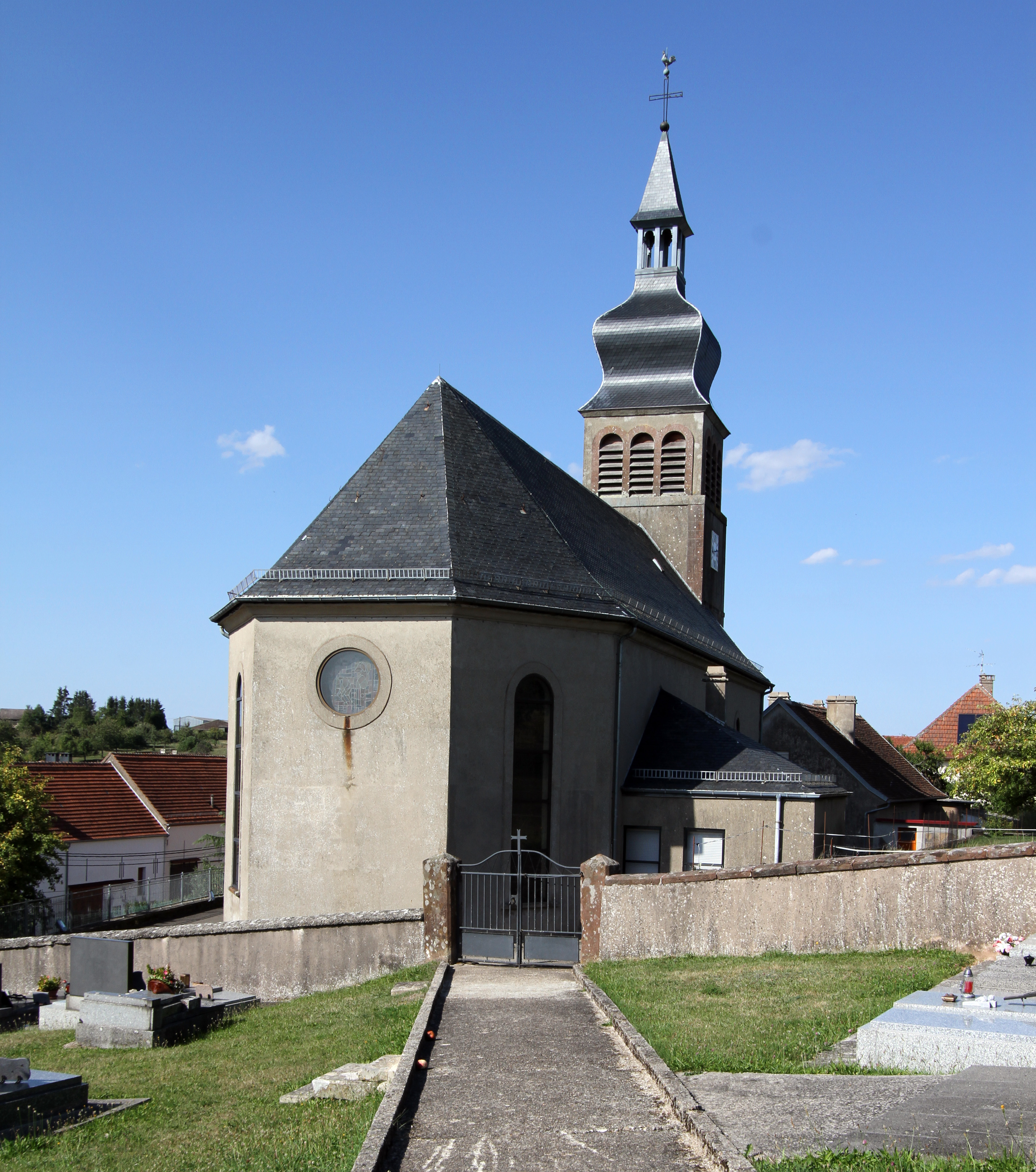
Kirche Saint-Wendelin
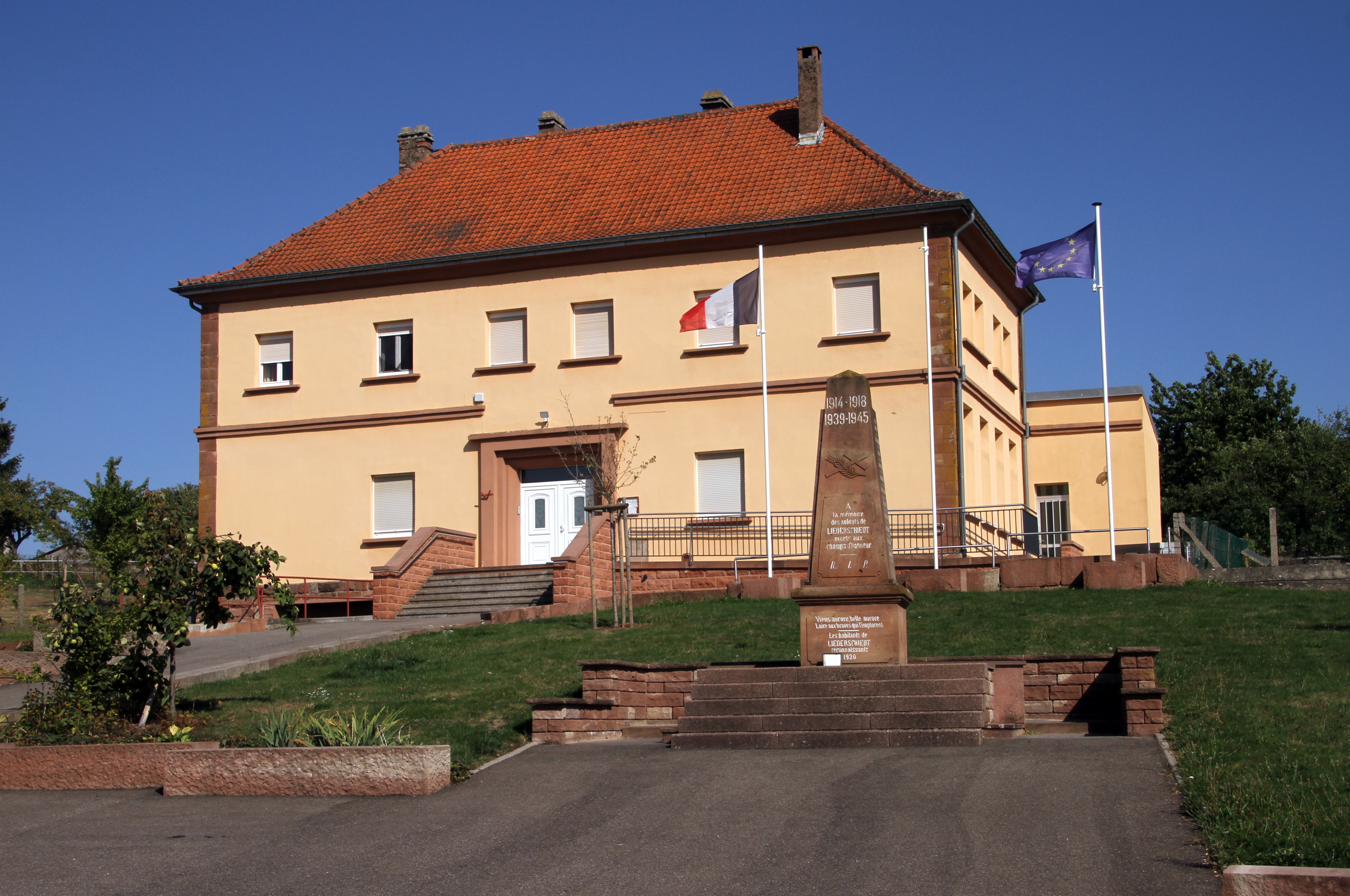
Mairie Liederschiedt
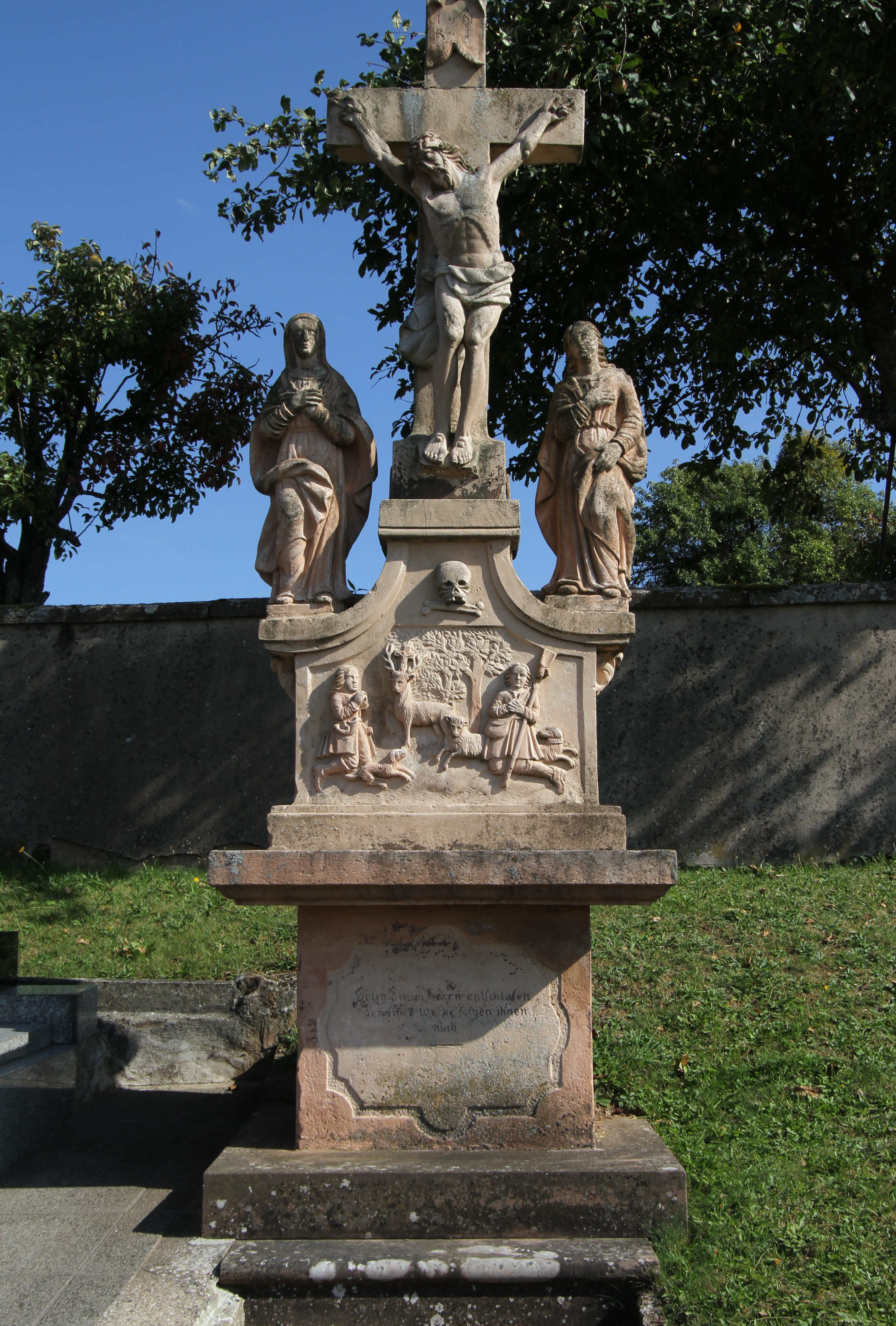
Friedhofskreuz
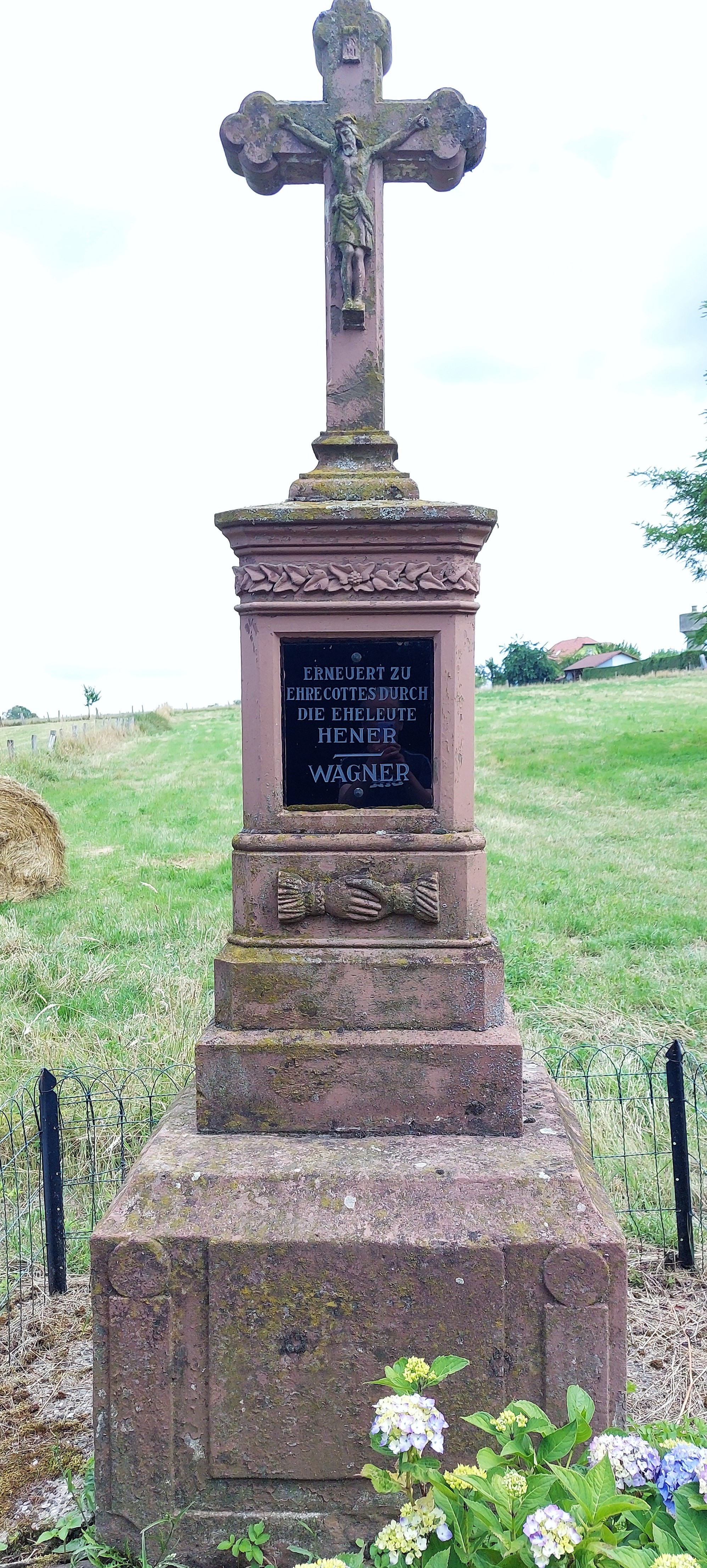
Eines der Kruzifixe im Ort
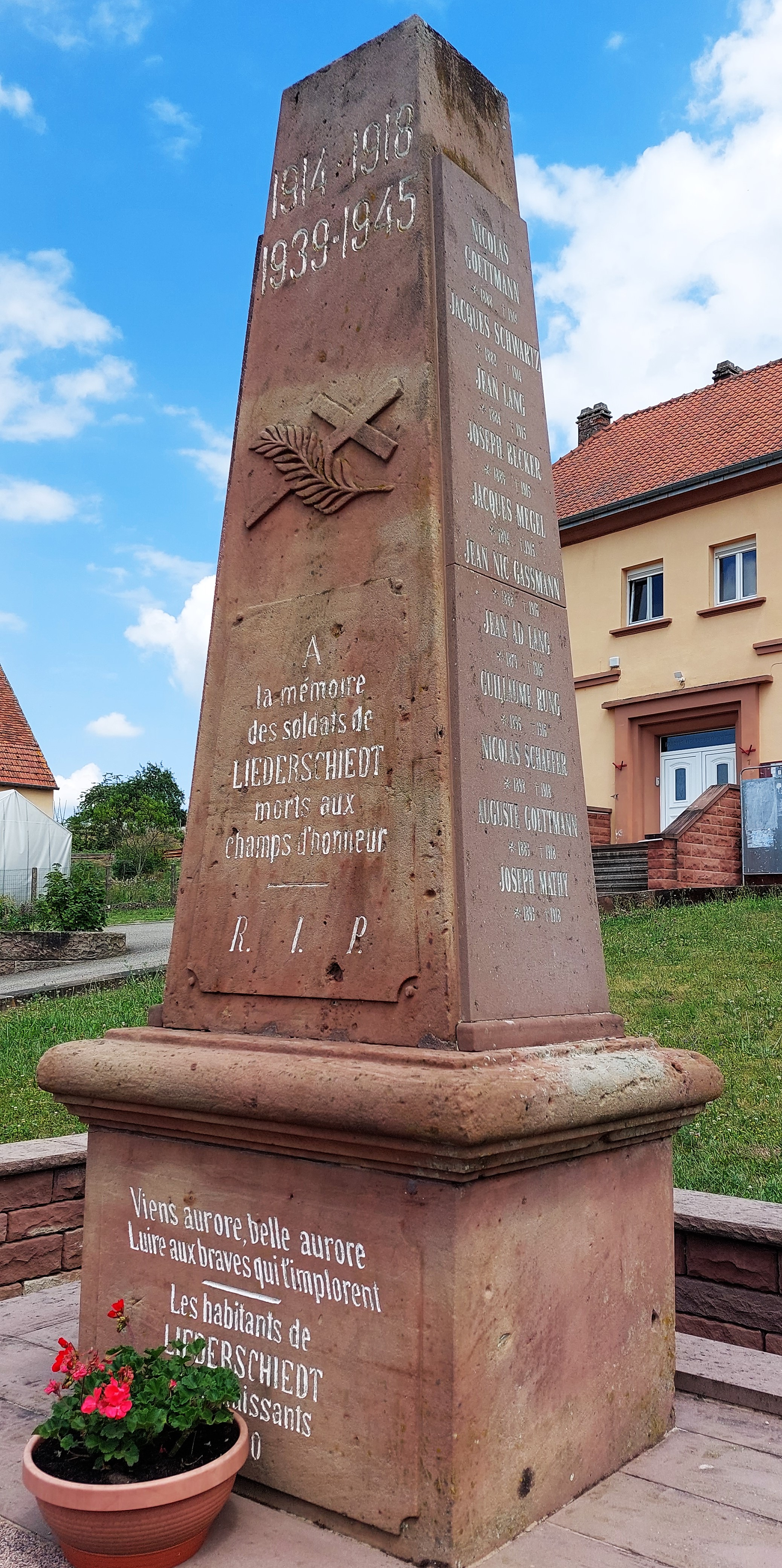
Gefallenendenkmal

- Wasserturm

- Kirche Saint-Wendelin
- Mairie Liederschiedt
- Friedhofskreuz
- Eines der Kruzifixe im Ort
- Gefallenendenkmal

## Bildung und Soziales

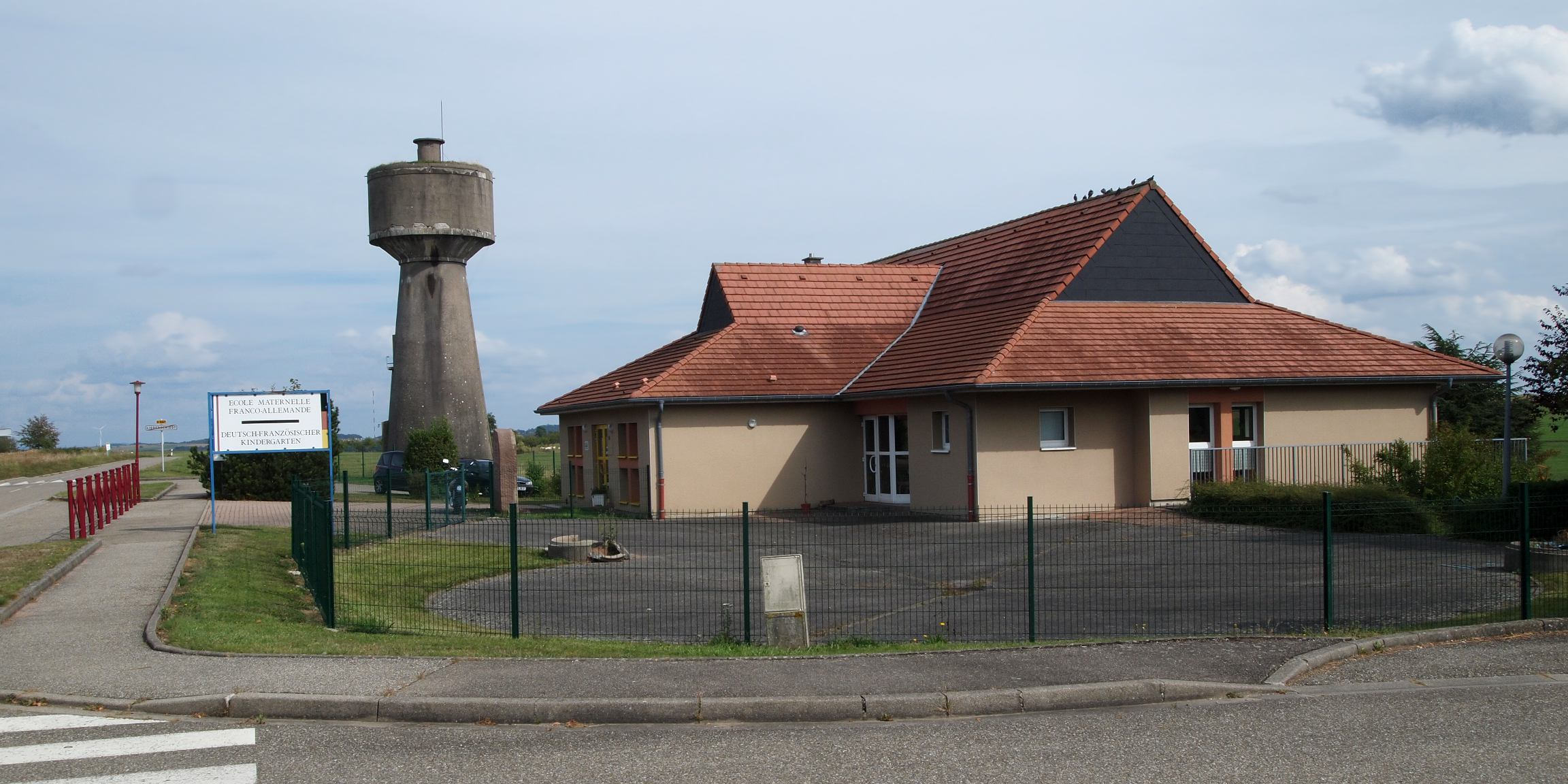
Wasserturm und Kindergarten

Seit 1995 kann Liederschiedt den ersten deutsch-französischen Kindergarten vorweisen. Die Besonderheit liegt in der zweisprachigen Erziehung der Kinder unter Zusammenführung beider Systeme des deutschen Kindergartens und der französischen École maternelle. Dadurch soll ein besseres gegenseitiges Verständnis beider Kulturen und Sprachrichtungen geschaffen werden. Das Modellprojekt wurde gemeinsam vom deutschen Bundesland Rheinland-Pfalz und der französischen Region Lothringen initiiert und fortgeführt. Die Kinder kommen aus den französischen Gemeinden Liederschiedt, Haspelschiedt und Roppeviller und aus den deutschen Gemeinden Schweix und Hilst.

## Belege
1. ↑  Wappenbeschreibung auf genealogie-lorraine.fr (französisch)